# Aeropuerto Internacional Indira Gandhi

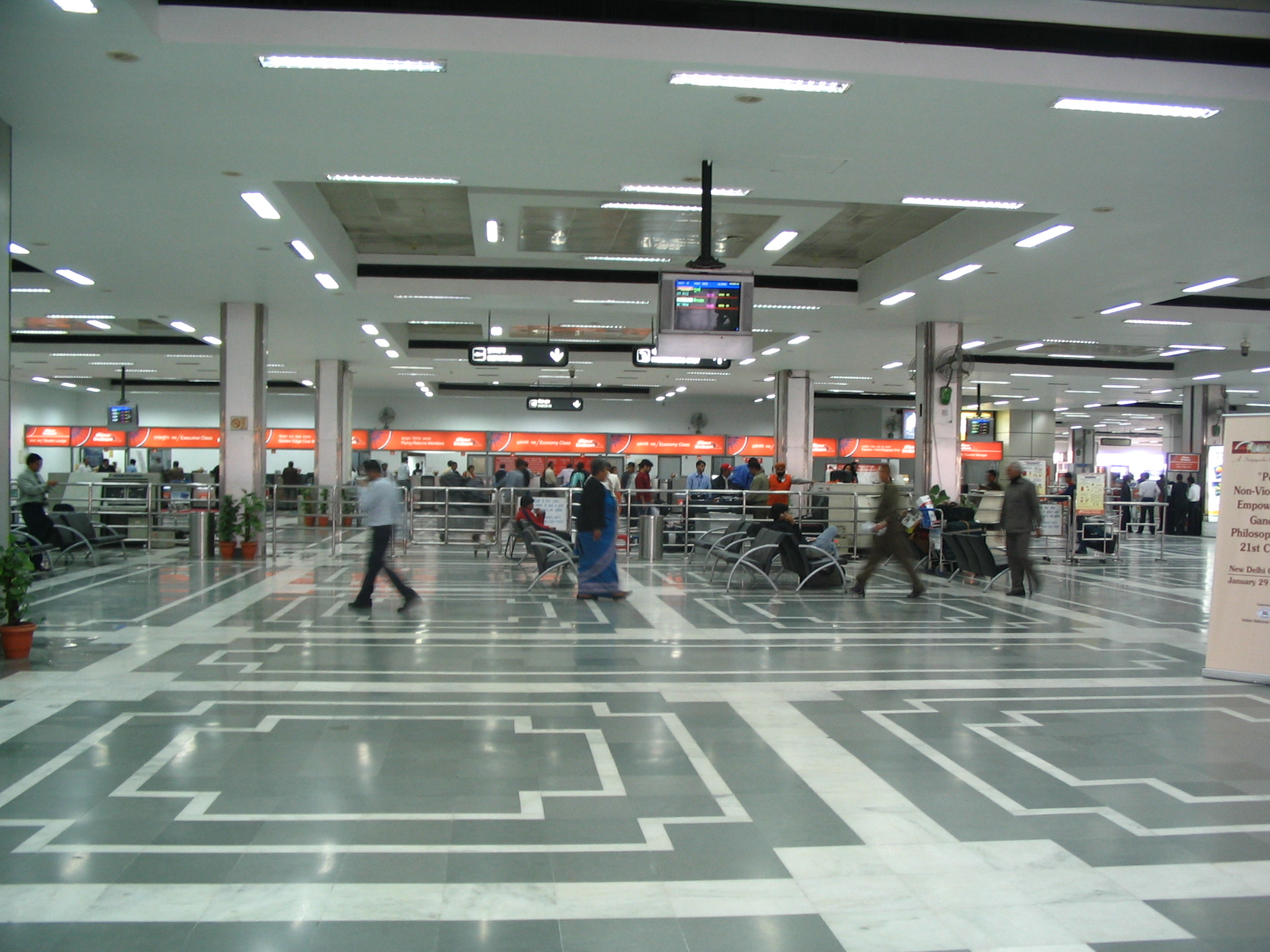
Área para el Check-in de la Terminal 1A de partidas domésticas.

El Aeropuerto Internacional Indira Gandhi (en hindi: इंदिरा गांधी अंतरराष्ट्रीय हवाई अड्डे पर) (IATA: DEL, OACI: VIDP), situado a 16 km del centro de la ciudad de Delhi, es uno de los principales accesos nacionales e internacionales de la India. El aeropuerto fue nombrado así en homenaje a la ex primera ministra Indira Gandhi, hija de Jawaharlal Nehru.

## Estructura

Mapa del Aeropuerto

Conocido en sus comienzos como Aeropuerto de Palam, fue renombrado a Aeropuerto Internacional Indira Gandhi tras la inauguración de una nueva terminal internacional (Terminal 2) el 2 de mayo de 1986. Lo que fue el Aeropuerto de Palam, en la actualidad conocido como Terminal 1, es utilizado en forma exclusiva para operaciones nacionales.
La capacidad de la Terminal 1 está estimada en 7,15 millones de pasajeros por año. Sin embargo, la realidad es que durante el período 2005/2006 registró cerca de 10,4 millones de pasajeros. Incluyendo la terminal internacional (Terminal 2) el aeropuerto tiene una capacidad total de 12,5 millones, pero el tráfico de pasajeros para el mismo período fue de 16,2 millones. Cuenta con un servicio de transporte gratuito entre las terminales.
El Aeropuerto Internacional Indira Gandhi tiene tres pistas no paralelas: la pista principal 10/28 (3.810 m) junto a la pista 11/29 (4.430 m) y la pista auxiliar 09/27 (2.813 m). La pista 28 es una de las pocas en Asia y la única en la India equipada con un Sistema de aterrizaje por instrumental CAT III-B.
Durante el invierno de 2005 el aeropuerto registró un número récord de interrupción de operaciones a causa de niebla/smog. Por esa razón, algunas aerolíneas domésticas han entrenado a sus pilotos para operar bajo las condiciones CAT-II con una visibilidad mínima de 350 m. El 31 de marzo de 2006, el aeropuerto se convirtió en el primer aeropuerto indio en operar dos pistas en forma simultánea, tras una prueba que involucró una aeronave de SpiceJet aterrizando y otra de Jet Airways despegando. 
Debido a que la Base Hindon de la Fuerza Aérea de la India se encuentra en la ruta de vuelo del Aeropuerto Internacional Indira Gandhi, es necesario que las aeronaves civiles realicen un giro para evitar el sobrevuelo de la instalación militar. En años anteriores la Fuerza Aérea de la India solía cerrar el Aeropuerto Internacional Indira Gandhi para utilizarlo durante las celebraciones anuales de dicha fuerza. Desde el 2006 tales actividades serán realizadas en la Base Hindon de la Fuerza Aérea, para reducir la interrupción del tráfico aéreo civil del aeropuerto. Esto quizá sea una consecuencia de la privatización del aeropuerto llevada adelante a principios de 2006.

## Modernización
Debido al pronunciado aumento registrado en el tráfico aéreo durante los años 2004 y 2005, de aproximadamente 24% por año, la modernización de los aeropuertos de Nueva Delhi y Bombay (entre ambos responsables del 50% del tráfico aéreo de la India) se ha vuelto necesaria para aliviar la creciente congestión del tráfico aéreo. El Gobierno de la India ha tomado la decisión de modernizar estos aeropuertos mediante un llamado a licitación internacional.
Tras un largo y casi controversial procedimiento, los sobres con las ofertas fueron abiertas por el Gobierno y para el caso del Aeropuerto Internacional Indira Gandhi resultó favorecido el consorcio formado por GMR Industries y Fraport, operador del Aeropuerto de Fráncfort del Meno. De acuerdo al contrato, los aeropuertos serán otorgados en concesión a los consorcios privados, los cuales tendrán un 74% de participación accionaria en el aeropuerto mientras que la Autoridad Aeroportuaria de la India (AAI) retendrá el restante 26%. Esta concesión será por un término de 30 años con posibilidad de extensión. El aeropuerto estará listo para los Juegos de la Mancomunidad Británica del 2010. 
También hubo una huelga organizada por los trabajadores de la Autoridad Aeroportuaria de la India en protesta por la "privatización" de estos aeropuertos, lo cual afectó levemente el tráfico aéreo doméstico. Finalmente el ministro de Aviación Civil, Praful Patel, de acuerdo a la decisión del primer ministro Manmohan Singh, garantizó a los trabajadores de que la nueva administración absorbería un 60% del personal y el resto, será retenido por la propia Autoridad Aeroportuaria de la India. Reliance Capital, el cual fue uno de los que participó de la licitación ha desconocido la adjudicación y presentó su reclamo ante la Corte Suprema, pero el veredicto fue en favor de GMR-Fraport.
El proceso de modernización ha empezado con los consorcios habiendo depositado las garantías por un valor de 5 billones de INR cada uno. Sin embargo, el aeropuerto tendrá una terminal interina que estará lista para el 2008 para manejar el tráfico de pasajeros en forma provisoria hasta que la tercera terminal sea completada para el 2010. Para entonces, la terminal provisoria será utilizada exclusivamente para las aerolíneas de bajo costo. La capacidad del aeropuerto se incrementará de 15 a 37 millones de pasajeros por año. La tercera nueva terminal es una terminal integrada, proveyendo servicios para los vuelos de cabotaje e internacionales. La nueva terminal serán un edificio de dos plantas, la plata baja será para arribos y la planta alta para las partidas. Será conectada con el Metro de Delhi y una autopista de seis carriles. El aeropuerto tendrá 65 puentes de embarque, y un 90% del tráfico del aeropuerto hará uso de los mismos, también contará con 130 mostradores para el check-in, 21 mostradores para el check-in automático, 72 puestos de inmigración para los pasajeros internacionales, 15 áreas de escaneo por rayos X para los pasajeros internacionales, 4 cintas transportadoras anchas, y dos cintas transportadoras comunes para los pasajeros internacionales. La nueva terminal eventualmente pasará a ser doméstica. Habrá otras dos terminales a ser construidas, a las cuales se traspasará todo el tráfico internacional. Cuando se complete esta etapa, el nuevo Aeropuerto Internacional Indira Gandhi tendrá la forma de una "U". Tendrá 4 pistas, de las cuales la primera estará finalizada para el 2008, siendo la segunda pista más larga de Asia, después del Aeropuerto Internacional de Almatý, con 4.430 m y más de 500 mostradores para el check-in, y más de 200 puentes de embarque. La actual terminal internacional continuará en servicio y también recibirá una serie de importantes modificaciones. Por lo pronto, el exterior de la terminal doméstica ha sido repintada, y las señales actualmente están más visibles. Casi todos los baños han sido completamente refaccionados, tanto en la terminal doméstica como internacional, y la terminal internacional cuenta con dos nuevas salas de estar para los pasajeros de clase ejecutiva y primera clase (por lo que cuenta con un total de tres). También hay una sala para pasajeros de clase económica. Los comercios libres de impuestos tales como Gucci, Armani, entre muchos otros, así como también comercios indios, tendrán su lugar en el aeropuerto para la primavera de 2007. Un nuevo sistema de manejo de equipajes ha sido incorporado, con nuevas cintas transportadoras para el equipaje.

## Incidentes y accidentes
- el 25 de enero de 1970: un Fokker F27-200 (9N-AAR) de Royal Nepal Airlines proveniente de Katmandú, en su aproximación durante una tormenta, sufrió turbulencias y perdió altura bruscamente cuando se preparaba para aterrizar el Aeropuerto de Palam. El piloto no pudo controlar la aeronave y se estrelló cerca de la pista. De los 18 pasajeros y 5 tripulantes, sólo un miembro de la tripulación falleció.[1]
- el 23 de junio de 1985, el Vuelo 182 de Air India que volaba la ruta Montreal-Londres-Delhi-Bombay, explotó en pleno vuelo, matando a todos los pasajeros a bordo, fue un atentado terrorista.
- el 12 de noviembre de 1996 el aeropuerto fue el escenario de un desastre cuando un Boeing 747 que operaba el vuelo 763 de Saudi Arabian Airlines, que ascendía tras el despegue, chocó contra un Ilyushin IL-76 que operaba el vuelo 1907 de Air Kazakhstan (chárter para una compañía de moda) que estaba ascendiendo tras su despegue, causando la muerte de todos los pasajeros a bordo de ambas. Este incidente es conocido como la Colisión aérea de Charkhi Dadri.
- el 24 de diciembre de 1999, el vuelo 814 de Indian Airlines, el cual había despegado desde Katmandú (Nepal) con destino al Aeropuerto Internacional Indira Gandhi fue secuestrado. La aeronave voló por varios puntos en el Asia Meridional mientras el Gobierno de India y los talibán negociaban. Un pasajero fue asesinado y algunos liberados. El 31 de diciembre el resto de los pasajeros fueron liberados.

## Aerolíneas y destinos
El Aeropuerto Internacional Indira Gandhi es el Centro de conexión para varias aerolíneas indias, incluyendo SpiceJet, Alliance Air e IndiGo Airlines. Air India también cuenta con otro centro de conexión en el Aeropuerto Internacional Chhatrapati Shivaji. El aeropuerto también es una base principal para varias aerolíneas indias, entre las que se incluye Go Air.
A junio de 2019 se brinda servicio a una multitud de ciudades de la India e internacionales desde Delhi.

### Destinos nacionales
| Ciudad             | Nombre del aeropuerto                               | Aerolíneas                                                    | Aeronaves             | Frecuencias semanales |       |
| India              | India                                               | India                                                         | India                 | India                 | India |
| ------------------ | --------------------------------------------------- | ------------------------------------------------------------- | --------------------- | --------------------- | ----- |
| Agartala           | Aeropuerto de Agartala                              | Air India                                                     |                       |                       |       |
| Ahmedabad          | Aeropuerto Internacional Sardar Vallabhbhai Patel   | Air India Akasa Air IndiGo SpiceJet Vistara                   | B737-8MAX* A32x-251N* |                       |       |
| Aizawl             | Aeropuerto de Lengpui                               | IndiGo                                                        |                       |                       |       |
| Amritsar           | Aeropuerto Internacional Sri Guru Ram Dass Jee      | Air India Alliance Air IndiGo Vistara                         | ATR 72-600 A32x-251N* |                       |       |
| Aurangabad         | Aeropuerto de Aurangabad                            | Air India IndiGo                                              |                       |                       |       |
| Ayodhya            | Aeropuerto de Ayodhya                               | Air India Express Akasa Air IndiGo SpiceJet Zooom Air         | B737-8MAX* CRJ-200ER  |                       |       |
| Bareilly           | Aeropuerto de Bareilly                              | Alliance Air                                                  | ATR 72-600            |                       |       |
| Bathinda           | Aeropuerto de Bathinda                              | Alliance Air                                                  | ATR 72-600            |                       |       |
| Bangalore          | Aeropuerto Internacional Kempegowda                 | Air India Air India Express Akasa Air IndiGo SpiceJet Vistara | B737-8MAX* A32x-251N* |                       |       |
| Belgaum            | Aeropuerto de Belgaum                               | IndiGo                                                        |                       |                       |       |
| Bhopal             | Aeropuerto Raja Bhoj                                | Air India IndiGo                                              |                       |                       |       |
| Bhubaneswar        | Aeropuerto Biju Patnaik                             | Air India Express IndiGo Vistara                              | A32x-251N*            |                       |       |
| Bikaner            | Aeropuerto de Bikaner                               | Alliance Air                                                  | ATR 72-600            |                       |       |
| Bilaspur           | Aeropuerto de Bilaspur                              | Alliance Air                                                  | ATR 72-600            |                       |       |
| Bombay             | Aeropuerto Internacional Chhatrapati Shivaji        | Air India Air India Express Akasa Air IndiGo SpiceJet Vistara | B737-8MAX* A32x-251N* |                       |       |
| Calcuta            | Aeropuerto Internacional Netaji Subhas Chandra Bose | Air India IndiGo SpiceJet Vistara                             | A32x-251N*            |                       |       |
| Chandigarh         | Aeropuerto de Chandigarh                            | Alliance Air IndiGo Vistara                                   | ATR -600 A32x-251N*   |                       |       |
| Chennai            | Aeropuerto Internacional de Chennai                 | Air India IndiGo SpiceJet Vistara                             | A32x-251N*            |                       |       |
| Coimbatore         | Aeropuerto de Coimbatore                            | Air India IndiGo Vistara                                      | A32x-251N*            |                       |       |
| Darbhanga          | Aeropuerto de Darbhanga                             | SpiceJet                                                      |                       |                       |       |
| Dehradun           | Aeropuerto Jolly Grant                              | Alliance Air IndiGo Vistara                                   | ATR 72-600 A32x-251N* |                       |       |
| Deoghar            | Aeropuerto de Deoghar                               | IndiGo                                                        |                       |                       |       |
| Dharamsala         | Aeropuerto de Gaggal                                | Alliance Air IndiGo SpiceJet                                  | ATR 72-600            |                       |       |
| Dibrugarh          | Aeropuerto de Dibrugarh                             | IndiGo Vistara                                                | A32x-251N*            |                       |       |
| Dimapur            | Aeropuerto de Dimapur                               | IndiGo                                                        |                       |                       |       |
| Durgapur           | Aeropuerto Kazi Nazrul Islam                        | IndiGo                                                        |                       |                       |       |
| Gaya               | Aeropuerto de Gaya                                  | IndiGo                                                        |                       |                       |       |
| Goa                | Aeropuerto Internacional de Goa                     | Air India Air India Express IndiGo Vistara                    | A32x-251N*            |                       |       |
| Goa                | Aeropuerto Internacional Manohar                    | Air India Akasa Air IndiGo SpiceJet Vistara                   | B737-8MAX* A32x-251N* |                       |       |
| Gorakhpur          | Aeropuerto de Gorakhpur                             | Alliance Air IndiGo                                           | ATR 72-600            |                       |       |
| Guwahati           | Aeropuerto Internacional Lokpriya Gopinath Bordoloi | Air India Air India Express IndiGo SpiceJet Vistara           | A32x-251N*            |                       |       |
| Gwalior            | Aeropuerto de Gwalior                               | Air India Express                                             |                       |                       |       |
| Hubli              | Aeropuerto de Hubli                                 | IndiGo                                                        |                       |                       |       |
| Hyderabad          | Aeropuerto Internacional Rajiv Gandhi               | Air India Akasa Air IndiGo SpiceJet Vistara                   | B737-8MAX* A32x-251N* |                       |       |
| Imfal              | Aeropuerto de Imfal                                 | Air India Air India Express IndiGo                            |                       |                       |       |
| Indore             | Aeropuerto Devi Ahilyabai Holkar                    | Air India Alliance Air IndiGo Vistara                         | ATR 72-600 A32x-251N* |                       |       |
| Itanagar           | Aeropuerto Donyi Polo                               | IndiGo                                                        |                       |                       |       |
| Jabalpur           | Aeropuerto de Jabalpur                              | Alliance Air IndiGo SpiceJet                                  | ATR 72-600            |                       |       |
| Jaipur             | Aeropuerto de Jaipur                                | Air India Express Alliance Air IndiGo                         | ATR 72-600            |                       |       |
| Jaisalmer          | Aeropuerto de Jaisalmer                             | Alliance Air (Estacional) IndiGo SpiceJet (Estacional)        | ATR 72-600            |                       |       |
| Jammu              | Aeropuerto de Jammu                                 | Air India Alliance Air IndiGo SpiceJet Vistara                | ATR 72-600 A32x-251N* |                       |       |
| Jharsuguda         | Aeropuerto de Jharsuguda                            | SpiceJet                                                      |                       |                       |       |
| Jodhpur            | Aeropuerto de Jodhpur                               | Air India IndiGo SpiceJet (Estacional)                        |                       |                       |       |
| Jorhat             | Aeropuerto de Jorhat                                | IndiGo SpiceJet                                               |                       |                       |       |
| Kandla             | Aeropuerto de Kandla                                | SpiceJet                                                      |                       |                       |       |
| Kanpur             | Aeropuerto de Kampur                                | IndiGo                                                        |                       |                       |       |
| Khajuraho          | Aeropuerto de Khajuraho                             | IndiGo SpiceJet                                               |                       |                       |       |
| Kochi              | Aeropuerto Internacional de Cochin                  | Air India Air India Express IndiGo Vistara                    | A32x-251N*            |                       |       |
| Kozhikode          | Aeropuerto Internacional de Kozhikode               | IndiGo                                                        |                       |                       |       |
| Kullu              | Aeropuerto de Bhuntar                               | Alliance Air                                                  | ATR 42-600            |                       |       |
| Kushinagar         | Aeropuerto Internacional de Kushinagar              | SpiceJet (reinicia 31 de marzo de 2024)                       |                       |                       |       |
| Leh                | Aeropuerto Kushok Bakula Rimpochee                  | Air India IndiGo SpiceJet Vistara                             | A32x-251N*            |                       |       |
| Lucknow            | Aeropuerto Internacional Chaudhary Charan Singh     | Air India Air India Express IndiGo Vistara                    | A32x-251N*            |                       |       |
| Madurai            | Aeropuerto de Madurai                               | IndiGo                                                        |                       |                       |       |
| Mangalore          | Aeropuerto Internacional de Mangalore               | IndiGo                                                        |                       |                       |       |
| Nagpur             | Aeropuerto Internacional Dr. Babasaheb Ambedkar     | IndiGo                                                        |                       |                       |       |
| Pakyong            | Aeropuerto de Pakyong                               | SpiceJet (reinicia 31 de marzo de 2024)                       |                       |                       |       |
| Pantnagar          | Aeropuerto de Pantnagar                             | IndiGo                                                        |                       |                       |       |
| Patna              | Aeropuerto Jayaprakash Narayan                      | Air India IndiGo SpiceJet Vistara                             | A32x-251N*            |                       |       |
| Port Blair         | Aeropuerto Internacional Veer Savarkar              | Air India IndiGo Vistara                                      | A32x-251N*            |                       |       |
| Prayagraj          | Aeropuerto de Prayagraj                             | Alliance Air IndiGo                                           | ATR 72-600            |                       |       |
| Pune               | Aeropuerto de Pune                                  | Air India Air India Express Akasa Air IndiGo SpiceJet Vistara | B737-8MAX* A32x-251N* |                       |       |
| Raipur             | Aeropuerto Swami Vivekananda                        | IndiGo Vistara                                                | A32x-251N*            |                       |       |
| Rajkot             | Aeropuerto Internacional de Rajkot                  | Air India IndiGo                                              |                       |                       |       |
| Ranchi             | Aeropuerto Internacional Birsa Munda                | Air India Express IndiGo Vistara                              | A32x-251N*            |                       |       |
| Shillong           | Aeropuerto de Shillong                              | SpiceJet                                                      |                       |                       |       |
| Shimla             | Aeropuerto de Shimla                                | Alliance Air                                                  | ATR 42-600            |                       |       |
| Shirdi             | Aeropuerto de Shirdi                                | SpiceJet                                                      |                       |                       |       |
| Silchar            | Aeropuerto de Silchar                               | IndiGo                                                        |                       |                       |       |
| Siliguri           | Aeropuerto de Bagdogra                              | Air India Express IndiGo SpiceJet Vistara                     | A32x-251N*            |                       |       |
| Srinagar           | Aeropuerto de Srinagar                              | Air India Air India Express IndiGo SpiceJet Vistara           | A32x-251N*            |                       |       |
| Surat              | Aeropuerto de Surat                                 | Air India Express IndiGo                                      |                       |                       |       |
| Thiruvananthapuram | Aeropuerto Internacional de Trivandrum              | Air India IndiGo Vistara                                      | A32x-251N*            |                       |       |
| Tirupati           | Aeropuerto de Tirupati                              | Air India IndiGo                                              |                       |                       |       |
| Udaipur            | Aeropuerto Maharana Pratap                          | Air India Alliance Air IndiGo SpiceJet (Estacional) Vistara   | ATR 72-600 A32x-251N* |                       |       |
| Vadodara           | Aeropuerto de Vadodara                              | Air India IndiGo                                              |                       |                       |       |
| Varanasi           | Aeropuerto Internacional Lal Bahadur Shastri        | Air India IndiGo SpiceJet Vistara                             | A32x-251N*            |                       |       |
| Vijayawada         | Aeropuerto de Vijayawada                            | Air India                                                     |                       |                       |       |
| Visakhapatnam      | Aeropuerto de Visakhapatnam                         | Air India IndiGo                                              |                       |                       |       |

### Destinos internacionales
| Ciudades por país      | Nombre del aeropuerto                                  | Aerolíneas                                                    | Aeronaves                                | Frecuencias semanales |
| África                 | África                                                 | África                                                        | África                                   | África                |
| ---------------------- | ------------------------------------------------------ | ------------------------------------------------------------- | ---------------------------------------- | --------------------- |
| Egipto                 |                                                        |                                                               |                                          |                       |
| El Cairo               | Aeropuerto Internacional de El Cairo                   | Egyptair                                                      |                                          |                       |
| Etiopía                |                                                        |                                                               |                                          |                       |
| Adís Abeba             | Aeropuerto Internacional Bole                          | Ethiopian                                                     |                                          |                       |
| Kenia                  |                                                        |                                                               |                                          |                       |
| Nairobi                | Aeropuerto Internacional Jomo Kenyatta                 | Air India                                                     |                                          |                       |
| Mauricio               |                                                        |                                                               |                                          |                       |
| Port Louis             | Aeropuerto Internacional Sir Seewoosagur Ramgoolam     | Air Mauritius                                                 | A3xx                                     |                       |
| Norteamérica           |                                                        |                                                               |                                          |                       |
| Canadá                 |                                                        |                                                               |                                          |                       |
| Montreal               | Aeropuerto Internacional Pierre Elliott Trudeau        | Air Canada                                                    | B777-233LR                               | 3                     |
| Toronto                | Aeropuerto Internacional Toronto Pearson               | Air India Air Canada                                          | B777-233LR                               | 12                    |
| Vancouver              | Aeropuerto Internacional de Vancouver                  | Air India                                                     |                                          |                       |
| Estados Unidos         |                                                        |                                                               |                                          |                       |
| Chicago                | Aeropuerto Internacional O'Hare                        | Air India                                                     |                                          |                       |
| Newark                 | Aeropuerto Internacional Libertad de Newark            | Air India United Airlines                                     |                                          |                       |
| Nueva York             | Aeropuerto Internacional John F. Kennedy               | Air India American Airlines                                   | B777-323ER                               | 7                     |
| San Francisco          | Aeropuerto Internacional de San Francisco              | Air India                                                     | B777-237LR                               |                       |
| Washington             | Aeropuerto Internacional Washington-Dulles             | Air India                                                     |                                          |                       |
| Asia                   |                                                        |                                                               |                                          |                       |
| Afganistán             |                                                        |                                                               |                                          |                       |
| Kabul                  | Aeropuerto Internacional de Kabul                      | Ariana Afghan Airlines Kam Air                                |                                          |                       |
| Arabia Saudita         |                                                        |                                                               |                                          |                       |
| Dammam                 | Aeropuerto Internacional de Dammam-Rey Fahd            | Air India IndiGo                                              |                                          |                       |
| Riad                   | Aeropuerto Internacional Rey Khalid                    | Air India Flynas IndiGo Saudia                                | A3xx                                     |                       |
| Yida                   | Aeropuerto Internacional Rey Abdulaziz                 | IndiGo Saudia SpiceJet                                        |                                          |                       |
| Azerbaiyán             |                                                        |                                                               |                                          |                       |
| Bakú                   | Aeropuerto Internacional Heydar Aliyev                 | Azerbaijan Airlines IndiGo                                    |                                          |                       |
| Bangladés              |                                                        |                                                               |                                          |                       |
| Dacca                  | Aeropuerto Internacional Zia                           | Air India Biman Bangladesh Airlines IndiGo Vistara            | A32x-251N*                               |                       |
| Baréin                 |                                                        |                                                               |                                          |                       |
| Manama                 | Aeropuerto Internacional de Baréin                     | Air India Gulf Air                                            |                                          |                       |
| Birmania               |                                                        |                                                               |                                          |                       |
| Rangún                 | Aeropuerto Internacional de Rangún                     | Air India Myanmar Airways International                       |                                          |                       |
| Bután                  |                                                        |                                                               |                                          |                       |
| Paro                   | Aeropuerto Internacional de Paro                       | Bhutan Airlines Druk Air                                      | A319-112                                 |                       |
| Camboya                |                                                        |                                                               |                                          |                       |
| Nom Pen                | Aeropuerto Internacional de Nom Pen                    | Cambodia Angkor Air (inicia 16 de junio de 2024)              |                                          |                       |
| Catar                  |                                                        |                                                               |                                          |                       |
| Doha                   | Aeropuerto Internacional Hamad                         | Air India IndiGo Qatar Airways                                |                                          |                       |
| Corea del Sur          |                                                        |                                                               |                                          |                       |
| Seúl                   | Aeropuerto Internacional de Incheon                    | Air India Asiana Airlines Korean Air                          |                                          |                       |
| Emiratos Árabes Unidos |                                                        |                                                               |                                          |                       |
| Abu Dabi               | Aeropuerto Internacional de Abu Dabi                   | Etihad Airways IndiGo                                         |                                          |                       |
| Dubái                  | Aeropuerto Internacional de Dubái                      | Air India Emirates Flydubai IndiGo SpiceJet                   | B737                                     |                       |
| Sharjah                | Aeropuerto Internacional de Sharjah                    | Air Arabia IndiGo                                             | A32x                                     |                       |
| Georgia                |                                                        |                                                               |                                          |                       |
| Tiflis                 | Aeropuerto Internacional de Tiflis                     | IndiGo                                                        |                                          |                       |
| Hong Kong              |                                                        |                                                               |                                          |                       |
| Hong Kong              | Aeropuerto Internacional de Hong Kong                  | Air India Cathay Pacific IndiGo Vistara                       | A32x-251N*                               |                       |
| Indonesia              |                                                        |                                                               |                                          |                       |
| Denpasar               | Aeropuerto Internacional Ngurah Rai                    | Vistara                                                       | A321-251NXLR                             |                       |
| Irak                   |                                                        |                                                               |                                          |                       |
| Bagdad                 | Aeropuerto Internacional de Bagdad                     | Fly Baghdad (Estacional) Iraqi Airways                        |                                          |                       |
| Basora                 | Aeropuerto Internacional de Basora                     | Iraqi Airways                                                 |                                          |                       |
| Nayaf                  | Aeropuerto Internacional de Nayaf                      | Fly Baghdad (Estacional)                                      |                                          |                       |
| Irán                   |                                                        |                                                               |                                          |                       |
| Teherán                | Aeropuerto Internacional Imán Jomeini                  | Mahan Air                                                     |                                          |                       |
| Israel                 |                                                        |                                                               |                                          |                       |
| Tel Aviv               | Aeropuerto Internacional Ben Gurión                    | Air India El Al                                               | B7x7                                     |                       |
| Japón                  |                                                        |                                                               |                                          |                       |
| Tokio                  | Aeropuerto Internacional de Haneda                     | All Nippon Airways Japan Airlines                             |                                          |                       |
| Tokio                  | Aeropuerto Internacional de Narita                     | Air India                                                     |                                          |                       |
| Kazajistán             |                                                        |                                                               |                                          |                       |
| Almaty                 | Aeropuerto Internacional de Almatý                     | Air Astana FlyArystan IndiGo                                  | A320x                                    |                       |
| Shymkent               | Aeropuerto Internacional de Shymkent                   | FlyArystan (Estacional)                                       | A320x                                    |                       |
| Kirguistán             |                                                        |                                                               |                                          |                       |
| Biskek                 | Aeropuerto Internacional de Manas                      | Aero Nomad Airlines                                           | A320-200                                 |                       |
| Kuwait                 |                                                        |                                                               |                                          |                       |
| Ciudad de Kuwait       | Aeropuerto Internacional de Kuwait                     | Air India IndiGo Jazeera Airways Kuwait Airways               | A32x                                     |                       |
| Maldivas               |                                                        |                                                               |                                          |                       |
| Malé                   | Aeropuerto Internacional de Malé                       | IndiGo Vistara                                                | A32x-251N*                               |                       |
| Malasia                |                                                        |                                                               |                                          |                       |
| Kuala Lumpur           | Aeropuerto Internacional de Kuala Lumpur               | AirAsia X Batik Air Malaysia Malaysia Airlines                | A330-343*                                |                       |
| Nepal                  |                                                        |                                                               |                                          |                       |
| Katmandú               | Aeropuerto Internacional de Katmandú                   | Air India Bhutan Airlines IndiGo Nepal Airlines Vistara       | A319-112 A3xx A32x-251N*                 |                       |
| Omán                   |                                                        |                                                               |                                          |                       |
| Mascate                | Aeropuerto Internacional de Seeb                       | Air India IndiGo Oman Air SalamAir (inicia 2 de mayo de 2024) | B7x7                                     |                       |
| Singapur               |                                                        |                                                               |                                          |                       |
| Singapur               | Aeropuerto Internacional de Singapur                   | Air India IndiGo Singapore Airlines Vistara                   | B787-8 A32x A380-841, B787-10 A32x-251N* |                       |
| Sri Lanka              |                                                        |                                                               |                                          |                       |
| Colombo                | Aeropuerto Internacional Bandaranaike                  | Air India IndiGo SriLankan Airlines                           | A3xx                                     |                       |
| Tailandia              |                                                        |                                                               |                                          |                       |
| Bangkok                | Aeropuerto Internacional Suvarnabhumi                  | Air India IndiGo SpiceJet Thai Airways Vistara                | A32x-251N*                               |                       |
| Phuket                 | Aeropuerto Internacional de Phuket                     | Air India IndiGo                                              |                                          |                       |
| Tayikistán             |                                                        |                                                               |                                          |                       |
| Dusambé                | Aeropuerto Internacional de Dusambé                    | Somon Air                                                     | B737NG                                   |                       |
| Turkmenistán           |                                                        |                                                               |                                          |                       |
| Asjabad                | Aeropuerto de Asjabad                                  | Turkmenistan Airlines                                         |                                          |                       |
| Uzbekistán             |                                                        |                                                               |                                          |                       |
| Taskent                | Aeropuerto Internacional de Taskent                    | IndiGo Uzbekistan Airways                                     |                                          |                       |
| Vietnam                |                                                        |                                                               |                                          |                       |
| Ciudad de Ho Chi Minh  | Aeropuerto Internacional de Tan Son Nhat               | VietJet Air Vietnam Airlines                                  | A3xx                                     |                       |
| Đà Nẵng                | Aeropuerto Internacional de Đà Nẵng                    | VietJet Air (Estacional)                                      | A3xx                                     |                       |
| Hanói                  | Aeropuerto Internacional de Nội Bài                    | VietJet Air Vietnam Airlines                                  | A3xx                                     |                       |
| Phú Quốc               | Aeropuerto Internacional de Phú Quốc                   | VietJet Air (Estacional)                                      | A3xx                                     |                       |
| Europa                 |                                                        |                                                               |                                          |                       |
| Alemania               |                                                        |                                                               |                                          |                       |
| Fráncfort del Meno     | Aeropuerto de Fráncfort del Meno                       | Air India Lufthansa Vistara                                   | B787-9                                   | 6                     |
| Múnich                 | Aeropuerto Internacional de Múnich-Franz Josef Strauss | Lufthansa                                                     | A380-841                                 |                       |
| Austria                |                                                        |                                                               |                                          |                       |
| Viena                  | Aeropuerto de Viena                                    | Air India                                                     |                                          |                       |
| Bielorrusia            |                                                        |                                                               |                                          |                       |
| Minsk                  | Aeropuerto Internacional de Minsk                      | Belavia                                                       |                                          |                       |
| Dinamarca              |                                                        |                                                               |                                          |                       |
| Copenhague             | Aeropuerto de Copenhague-Kastrup                       | Air India                                                     |                                          |                       |
| Finlandia              |                                                        |                                                               |                                          |                       |
| Helsinki               | Aeropuerto de Helsinki-Vantaa                          | Finnair                                                       | A3xx                                     |                       |
| Francia                |                                                        |                                                               |                                          |                       |
| París                  | Aeropuerto de París-Charles de Gaulle                  | Air India Air France Vistara                                  | B787-9                                   | 5                     |
| Italia                 |                                                        |                                                               |                                          |                       |
| Milán                  | Aeropuerto de Milán-Malpensa                           | Air India                                                     |                                          |                       |
| Roma                   | Aeropuerto de Roma-Fiumicino                           | ITA Airways                                                   |                                          |                       |
| Países Bajos           |                                                        |                                                               |                                          |                       |
| Ámsterdam              | Aeropuerto de Ámsterdam-Schiphol                       | Air India KLM                                                 |                                          |                       |
| Polonia                |                                                        |                                                               |                                          |                       |
| Varsovia               | Aeropuerto Chopin de Varsovia                          | LOT Polish Airlines                                           | B787                                     |                       |
| Reino Unido            |                                                        |                                                               |                                          |                       |
| Birmingham             | Aeropuerto Internacional de Birmingham                 | Air India                                                     |                                          |                       |
| Londres                | Aeropuerto de Londres-Heathrow                         | Air India British Airways Virgin Atlantic Vistara             | B787-9                                   | 6                     |
| Rusia                  |                                                        |                                                               |                                          |                       |
| Moscú                  | Aeropuerto Internacional de Moscú-Sheremétievo         | Aeroflot                                                      |                                          |                       |
| Suiza                  |                                                        |                                                               |                                          |                       |
| Zúrich                 | Aeropuerto Internacional de Zúrich                     | Air India (reinicia 16 de junio de 2024) Swiss                | A3x0                                     |                       |
| Turquía                |                                                        |                                                               |                                          |                       |
| Estambul               | Aeropuerto Internacional de Estambul                   | IndiGo Turkish Airlines                                       |                                          |                       |
| Oceanía                |                                                        |                                                               |                                          |                       |
| Australia              |                                                        |                                                               |                                          |                       |
| Melbourne              | Aeropuerto Internacional Tullamarine                   | Air India Qantas                                              |                                          |                       |
| Sídney                 | Aeropuerto Internacional Kingsford Smith               | Air India                                                     |                                          |                       |

## Estadísticas

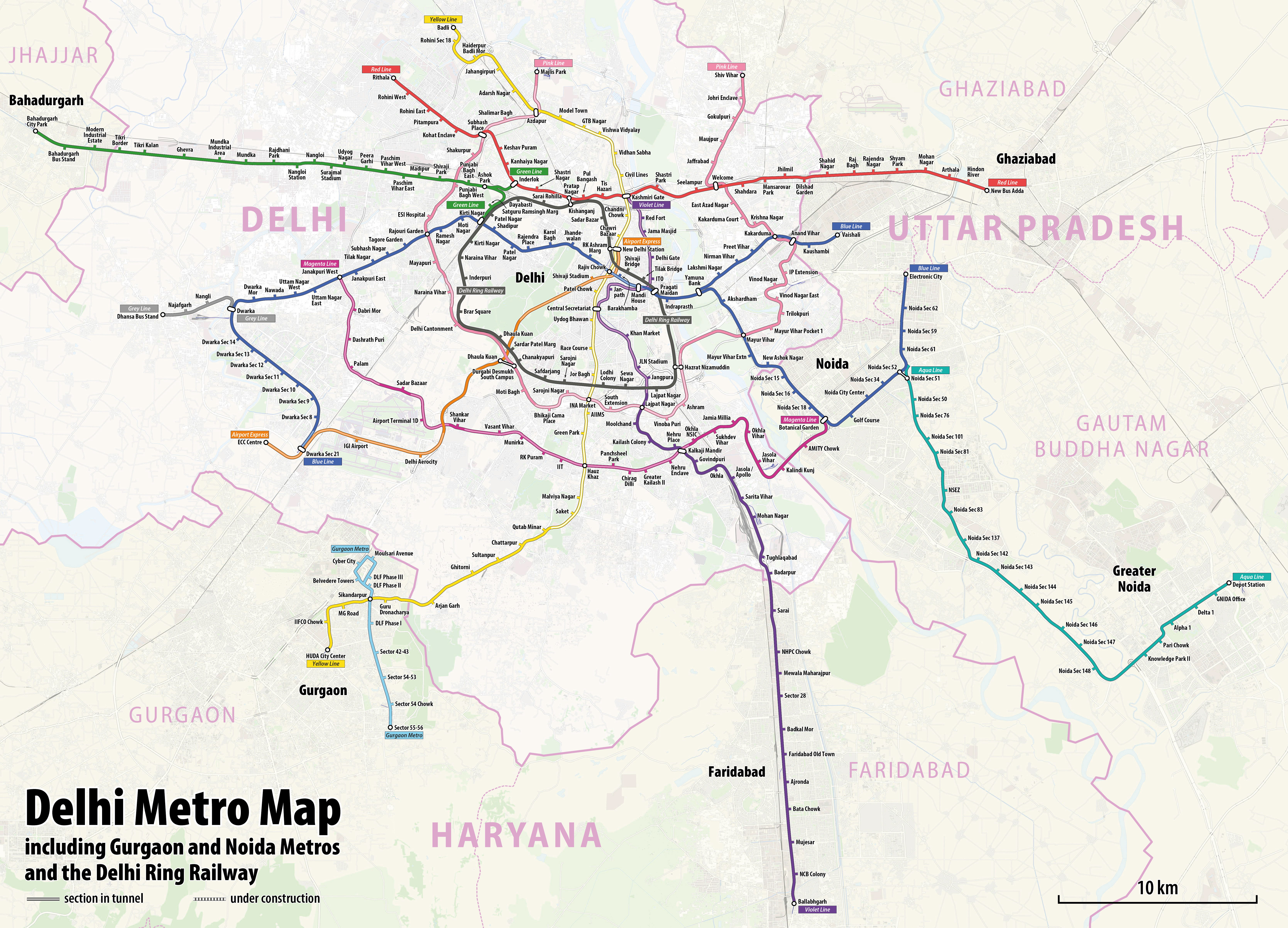
Metro de Nueva Delhi

Ver fuente y consulta Wikidata.